# Reno Bighorns 2015-2016
La stagione 2015-16 dei Reno Bighorns fu l'8ª nella NBA D-League per la franchigia.
I Reno Bighorns vinsero la Pacific Division con un record di 33-17. Nei play-off persero la semifinale di conference con i Los Angeles D-Fenders (2-1).

## Roster
|    | Naz.                   | Ruolo | Sportivo           | Anno | Alt. | Peso |
| -- | ---------------------- | ----- | ------------------ | ---- | ---- | ---- |
| 1  | Stati Uniti (bandiera) | G     | Ricky Ledo         | 1992 | 201  | 88   |
| 2  | Stati Uniti (bandiera) | G     | Sundiata Gaines    | 1986 | 185  | 88   |
| 2  | Stati Uniti (bandiera) | G     | Akeem Richmond     | 1991 | 185  | 82   |
| 7  | Stati Uniti (bandiera) | G     | Marshall Henderson | 1990 | 188  | 79   |
| 7  | Stati Uniti (bandiera) | G     | David Stockton     | 1991 | 180  | 75   |
| 9  | Stati Uniti (bandiera) | A     | Dwayne Polee       | 1992 | 201  | 88   |
| 11 | Croazia (bandiera)     | A     | Duje Dukan         | 1991 | 208  | 99   |
| 14 | Stati Uniti (bandiera) | G     | Mark Tyndale       | 1986 | 196  | 95   |
| 17 | Stati Uniti (bandiera) | G     | Reggie Hearn       | 1991 | 193  | 95   |
| 18 | Stati Uniti (bandiera) | G     | Erick Green        | 1991 | 193  | 84   |
| 19 | Stati Uniti (bandiera) | G     | Luke Martínez      | 1990 | 193  | 86   |
| 21 | Stati Uniti (bandiera) | G     | Cliff Hammonds     | 1985 | 191  | 91   |
| 23 | Nigeria (bandiera)     | AC    | Gani Lawal         | 1988 | 206  | 106  |
| 23 | Senegal (bandiera)     | C     | Amadou Mbodji      | 1986 | 208  | 104  |
| 24 | Stati Uniti (bandiera) | A     | Vince Hunter       | 1994 | 203  | 93   |
| 24 | Stati Uniti (bandiera) | AC    | Eric Moreland      | 1991 | 208  | 99   |
| 30 | Stati Uniti (bandiera) | GA    | Chad Toppert       | 1985 | 201  | 91   |
| 32 | Stati Uniti (bandiera) | A     | Kadeem Jack        | 1992 | 206  | 107  |
| 32 | Stati Uniti (bandiera) | A     | Bryant Voiles      | 1989 | 206  | 95   |

## Staff tecnico
- Allenatore: David Arseneault
- Vice-allenatori: Matt Chalupa, Gene Cross
- Preparatore atletico: Jervae Odom